# Объект 490
Объект 490Б «Тополь» — экспериментальный советский основной боевой танк, разработанный в ранние 1980 гг. Существовало две версии проекта под общим названием, несмотря на значительные различия, причём второй отличался одной из самых необычных конструкций в истории советского танкостроения. Танк был разработан Евгением Морозовым, сыном Александра Александровича Морозова. Проект был отменен в 1991 году после распада Советского Союза и смерти Морозова.

## Первый вариант
Первый вариант был разработан в харьковском конструкторском бюро. Он имел несколько ключевых качеств. Во-первых, он имел экипаж всего из двух человек, размещенных в защищенной капсуле, что уменьшало объём внутреннего отделения. Во-вторых, у танка была гидродинамическая подвеска, позволявшая набирать большую скорость за счёт плавности хода. В то же время это позволяло независимо изменять дорожный просвет и, таким образом, углы лобовой брони. В-третьих, предполагалось придать танку специальную машину снабжения на том же шасси. Машина должна была загружать снаряды и топливо без необходимости выхода экипажа из безопасности брони. Предлагалось два варианта компоновки: «Объект 490» с экипажем из двух человек, и «Объект 490А» рассчитанный на трёх человек.

### Вооружение
Танк был вооружён 125 мм пушкой повышенной мощности 2А66, предлагалась также и 130мм. Пушка была снабжена простым, но надежным автоматом перезаряжания. Также имелись спаренный пулемет и два пулемета ПВО, расположенных сзади по сторонам башни. Предлагалась также и установка легкой (23-30мм) автоматической пушки, хотя она и не была утверждена. Боеприпасы были изолированы от экипажа и МПУ башни для улучшения выживаемости в случае прямого попадания по боекомплекту. Сенсорная система пушки состояла из двух панорамных прицелов и отдельного панорамного тепловизора.

### Броня
Ключевым качеством защищенности проекта являлось разделение внутреннего пространства на отсеки, из которых и состоял корпус. Экипаж размещался в капсуле, причём оба члена экипажа имели полный набор средств управления. Бензобак также был изолирован и имел внутренние перегородки для уменьшения потери топлива при пробитии. Он располагался перед отсеком экипажа, выступая в качестве дополнительной защиты. Защита состояла из композитной брони. Танк должен был получить активную систему защиты «Штандарт» состоящую из шести пусковых установок, по три на каждую сторону. Гидродинамическая подвеска танка позволяла изменять клиренс и при надобности уменьшать силуэт. Подвеска была защищена броневыми экранами.

### Машина обеспечения
Одной из проблем стоявших перед советскими конструкторами было обеспечение топливом и боеприпасами, так как машины снабжения были гораздо более уязвимы, чем танки. Это было особенно важно в контексте холодной войны, так как во всех моделях столкновения СССР и НАТО ожидалось использование тактических ядерных боеголовок. Её решением стало создание машины снабжения на том же шасси. В «бронированное машине дозаправки и вооружения» башня заменялась на надстройку с боеприпасами. Она также была снабжена стыковочными устройствами для дозаправки и пополнения боезапаса, что теоретически позволяло полностью заправить танк за 2 минуты и полностью обеспечить снарядами за 5 минут. Припасов хранилось на 5 полностью укомплектованных объектов 490.